# Ecliptopera rectificata
Ecliptopera rectificata är en fjärilsart som beskrevs av Louis Beethoven Prout 1940. Ecliptopera rectificata ingår i släktet Ecliptopera och familjen mätare. Inga underarter finns listade i Catalogue of Life.